# Idioma berta
La berta o gebeto se habla en Sudán y Etiopía por los miembros de la etnia berta.

## Clasificación
El idioma berta, es la principal y más extendida de las lenguas berta, que tradicionalmente han sido considerada dialectos de una misma lengua. Por lo demás, el grupo berta se clasifica usualmente como una rama de las lenguas nilo-saharianas, aunque el parentesco con las otras lenguas es distante, por lo que podría tratarse de una lengua aislada (o estrictamente un conjunto de lenguas cuasi-aisladas).

## Descripción lingüística
El orden de las oraciones es SVO. Es una lengua tonal. Ha tenido influencia importante sobre las lenguas jebel orientales. El nombre árabe "Beni-Shangul" (el de la provincia etíope de Benishangul-Gumaz) proviene de una expresión berta (en la que bele "montaña" se ha interpretado erróneamente como beni "hijos", en árabe.)

### Pronombres
Los pronombres en berta son los siguientes:
|          | Tópico | Sujeto postverbal | Objeto postverbal |
| -------- | ------ | ----------------- | ----------------- |
| yo       | àl(ì)  | -lɪ́ɪ̀              | -ɟì               |
| tú       | (à)ŋgó | -ŋó               | -ŋgó              |
| él       | ɲìnè   | -né               | ɲìnè, -né         |
| nosotros | χàtâŋ  | -ŋàa              | χàtâŋ             |
| vosotros | χàtú   | χátú              | χàtú              |
| ellos    | mèrée  | mérée             | mèrée             |

### Numerales
| GLOSA | Berta                      | PROTO- BERTA |
| ----- | -------------------------- | ------------ |
| 1     | muŋkʼú~ mənnəkʼu~ ɗúkʼʊ́nʊ́ŋ | *ɗukʼun-(?)  |
| 2     | moˈhɔ́ːlaŋ / hɔ̀lɔ́ŋɔ́ní       | *pɔːlaŋ      |
| 3     | múːθe~ mɔ́ːθe               | *boːθe       |
| 4     | mənəmu                     | *baːnamu     |
| 5     | mə́kʼuuʃó                   | *makʼoːso    |
| 6     | makʼɛɛra                   | *makʼiɛra    |
| 7     | θabɔ́ɔlaŋ                   | *θa-pɔːlaŋ   |
| 8     | θabóoθe                    | *θa-boːθe    |
| 9     | θabáanámu                  | *θa-baːnamu  |
| 10    | maθuuma                    | *maθuːma     |